# Asphondylia coronillae
Asphondylia coronillae är en tvåvingeart som först beskrevs av Jean Nicolas Vallot 1829.  Asphondylia coronillae ingår i släktet Asphondylia och familjen gallmyggor. Inga underarter finns listade i Catalogue of Life.